# Nhà thờ Đức Mẹ Tuyết (Ruda)
Nhà thờ Đức Mẹ Tuyết ở Ruda (tiếng Séc: Kostel Panny Marie Sněžné v Rudě) là một trong những nhà thờ Công giáo La Mã, tọa lạc ở làng Ruda (thuộc Tvrdkov), huyện Bruntál, vùng Moravskoslezský, Cộng hòa Séc. Thánh đường có tên trong danh sách di tích văn hóa cấp quốc gia. Hiện nay, đây là một trong những địa điểm hành hương nổi tiếng.

## Lịch sử
Thị trưởng Uničov - Jiří Greschenberger đã xây dựng nhà thờ Đức Mẹ Tuyết ở Ruda vào giai đoạn 1756 - 1758. Ngoài ra, ông cũng tài trợ việc xây dựng các đài Thánh giá xung quanh nhà thờ như một lời cảm ơn vì những phép màu dành cho gia đình ông. Năm 1851, giáo xứ Ruda được thành lập.

## Kiến trúc
- Ngoại thất: Nhà thờ được xây dựng theo phong cách Baroque. Ở lối vào chính phía Tây nổi bật với một tòa tháp hình lăng trụ (được lợp bằng kiểu mái mansard). Ở phía Nam là một nhà nguyện (có từ giữa thế kỷ 19). Hiện nay, nhà nguyện tạo thành lối vào bên hông của nhà thờ.[5]
- Nội thất: Phần nội thất được trang trí bằng nhiều chi tiết dạng vòm hình bán nguyệt. Trên điện thờ bằng đá cẩm thạch có đặt các tượng của Thánh Gioakim và Thánh Anna.[3]